# Nototriche tovari
Nototriche tovari är en malvaväxtart som beskrevs av Antonio Krapovickas. Nototriche tovari ingår i släktet Nototriche och familjen malvaväxter. Inga underarter finns listade i Catalogue of Life.